# Белен – Тойченталь (етиленопровід)
Етиленопровід Белен — Тойченталь (Ethylenpipeline Böhlen — Teutschenthal, EBT) — один з продуктопроводів, що обслуговують розташований на сході Німеччини нафтохімічний комплекс Белен-Шкопау-Лойна.
Для передачі етилену між установкою парового крекінгу в Белені, лінією з виробництва поліетилену в Лойні, заводом оксиду етилену в Шкопау та підземним сховищем олефінів у Тойченталь проклали етиленопровід EBT, який має довжину 58 км та діаметр 400 мм.
Завод оксидів закрили наприкінці 1990-х, проте замість цього значно підсилили потужності з полімеризації (зі 145 до 370 тисяч тонн поліетилену) та запустили у Шкопау завод поліетилентерефталату. При цьому з початку 2000-х з Тойченталь по EBT може не лише повертатись отриманий раніше продукт, але й забезпечується подача додаткової сировини, постаченої трубопроводом Штаде — Тойченталь. А враховуючи наявність продуктопроводу Белен – Літвінів – Нератовіце, ділянка Белен — Тойченталь стала частиною траси від Північного моря до центральної Чехії.
Можливо відзначити, що ті ж самі точки у комплексі Белен-Шкопау-Лойна з'єднує трубопровід для транспортування більш важкого олефіну — пропілену (PBT).